# Hospital de Reabilitação de Anomalias Crânio-Faciais

O Hospital de Reabilitação de Anomalias Crânio-Faciais (HRAC) da Universidade de São Paulo, também conhecido como "Centrinho", se localiza na cidade de Bauru, junto à Faculdade de Odontologia de Bauru (FOB-USP).